# هاوكينسفيل
هاوكينسفيل (بالإنجليزية: Hawkinsville, Georgia)‏ هي مدينة تقع في مقاطعة بولاسكي، جورجيا بولاية جورجيا في الولايات المتحدة. تبلغ مساحة هذه المدينة 11.6 (كم²)، وترتفع عن سطح البحر 80 م، بلغ عدد سكانها 4589 نسمة في عام 2010 حسب إحصاء مكتب تعداد الولايات المتحدة.

## أعلام
- تشارلز جونسون
- نيل تشووت جونز
- هيو لوسون

## وصلات خارجية
- Cities & Counties - Georgia.gov